# مونتلو
مونتلو (به ایتالیایی: Montello) یک کومونه در ایتالیا است که در استان برگامو واقع شده‌است. مونتلو ۱٫۷ کیلومتر مربع مساحت و ۲٬۶۶۸ نفر جمعیت دارد و ۲۲۹ متر بالاتر از سطح دریا واقع شده‌است.